# Guillaume FitzHerbert
Vous lisez un « bon article » labellisé en 2010.
Pour les articles homonymes, voir Saint Guillaume.
Guillaume FitzHerbert (fin du XIe siècle – 8 juin 1154) (William of York en anglais), également connu sous le nom de Guillaume d'York et Guillaume de Thwayt, est un archevêque d'York qui a la particularité d'avoir été deux fois archevêque, avant et après son rival Henri Murdac. C'est un saint de l'Église catholique romaine fêté localement le 8 juin.
Il doit faire face à l'opposition des cisterciens qui, après l'élection du pape cistercien Eugène III, entreprennent de le déposer en faveur d'Henri Murdac. Entre 1147 et 1151, FitzHerbert travaille pour assurer sa restauration en tant qu'archevêque, qu'il obtient après les morts de Murdac et d'Eugène III. Mais il meurt peu de temps après, vraisemblablement empoisonné. À partir de 1177, des miracles sont rapportés avoir eu lieu sur sa tombe, et il est canonisé en 1227.

## Biographie

### Parenté
Il est le fils d'Herbert de Winchester (ou Herbert FitzAlberic) et d'Emma. On a longtemps pris pour argent comptant les sources qui faisaient de son père un fils illégitime du comte Herbert II du Maine, et de sa mère une fille illégitime du comte Étienne II de Blois. Mais ces liens semblent être des ajouts tardifs à sa biographie, et il est probable qu'ils soient faux.
Les parents de son père sont donc inconnus, mais certains indices laissent à penser que sa mère est plutôt la fille de Hunger fitz Odin, un petit vassal du Dorset. Son père est un petit propriétaire terrien dans le Hampshire. Durant le règne de Guillaume le Roux (1087-1100), le fils de Guillaume le Conquérant, son père devient chambellan du roi au trésor de Winchester. Au début du règne d'Henri Ier (1100-1135), il devient en plus son trésorier. Il est probable que Herbert ait été impliqué dans la gestion du trésor à l'époque de la compilation du Domesday Book (1086), à l'époque où Henri le Trésorier était le responsable, et qu'il ait ensuite pris la succession de ce dernier.
Il est très possible que son père soit le « H. le chambellan » décrit par Suger de Saint-Denis comme voulant assassiner le roi, et qui est mutilé en 1118 par Henri Ier. Quoi qu'il en soit, en 1130 Guillaume paye une taxe pour pouvoir hériter des terres de son père.

### Jeunesse
Aux alentours de 1110, son père devient un vassal de l'archevêque Thomas II d'York (1109-1114) dans le Yorkshire. En 1114 au plus tard, Guillaume FitzHerbert est nommé trésorier de la cathédrale d'York. Cet office est, à cette époque, alors donné à l'archidiacre du Yorkshire de l'Est. L'influence de son père, particulièrement riche et puissant l'a peut-être aidé à obtenir cette nomination si précocement.
Il continue ses fonctions durant l'archiépiscopat de Thurstan d'York. Guillaume FitzHerbert se retrouve impliqué dans le conflit de celui-ci avec le roi Henri Ier, après qu'Henri demande que l'archevêché d'York accepte d'être subordonné à l'archevêché de Cantorbéry. Guillaume accompagne Thurstan en exil en Europe, et visite la cour du pape. La réconciliation avec Henri lui permet de revenir à York en 1121. Le pape plaide finalement en faveur de l'indépendance des archevêques d'York dans une circulaire de 1127.

### Une élection controversée
En janvier 1141 Guillaume FitzHerbert est élu archevêque d'York. À l'origine, en 1140, c'est Waltheof qui avait été élu. Mais le roi Étienne rejette la proposition, probablement en raison des liens trop forts entre Waltheof et David Ier d'Écosse (le roi écossais est son beau-père), et par conséquent Mathilde l'Emperesse. Le deuxième choix des électeurs d'York se porte ensuite sur Henri de Sully, un neveu du roi Étienne et de son frère Henri de Blois, l'évêque de Winchester. Mais celui-ci refuse de démissionner de son poste d'abbé de Fécamp, et son élection est rejetée par le pape Innocent II,. C'est seulement une troisième élection, en janvier 1141, qui désigne FitzHerbert. Il est probablement élu sur ordre du roi Étienne, en présence de Guillaume le Gros, le comte d'York. Ce dernier sera d'ailleurs accusé ultérieurement d'avoir ordonné son élection au nom du roi. On ne sait pas vraiment s'il était candidat aux élections précédentes.
Les archidiacres de York, les neveux de l'archevêque Thurstan, Osbert de Bayeux et Gaultier de Londres en tête, s'opposent alors à son élection au siège archiépiscopal,. Ils fondent leur opposition sur le fait que le deuxième concile du Latran en 1139 permet aux moines et chanoines du diocèse de participer à l'élection des évêques. Ils accusent aussi le roi d'être intervenu pour faire élire FitzHerbert. Le comte d'York décide alors d'emprisonner l'archidiacre Gaultier pour faire taire leur protestation.
Les cisterciens, et notamment Bernard de Clairvaux, sont aussi furieux, car FitzHerbert a été élu aux dépens d'un candidat de leur ordre. Il est rejoint par plusieurs autres moines du Yorkshire, notamment les abbés cisterciens de Rievaulx et Fountains, Guillaume et Richard, et les prieurs augustins de Kirkham et Guisborough, Waltheof et Cuthbert. Il l'accuse de ne pas être digne de la fonction, et notamment de ne pas être chaste. Les deux parties décident alors de faire appel au pape Innocent II. Ce dernier reçoit les deux délégations le 7 mars 1143 à Rome. La délégation des opposants, constituée entre autres des quatre susnommés et de Aelred de Rievaulx, ajoute à l'accusation d'interférence royale dans l'élection la charge de simonie,.
Innocent II († 1143) suit alors l'avis des juges-délégués qu'il avait nommés pour cette affaire, Henri de Blois et Robert de Béthune, l'évêque d'Hereford. Il décide donc que l'élection sera maintenue si le doyen du chapitre d'York prête serment que l'élection était régulière et non influencée par le roi Étienne. En ce qui concerne les autres charges, il décide que si aucun témoin ne se présente pour l'accuser, alors FitzHerbert sera autorisé à se laver de ces accusations en prêtant serment qu'elles sont fausses.
Toutefois, de retour en Angleterre, Guillaume FitzHerbert est porteur d'une lettre du pape qui autorise le doyen d'York à être remplacé par un autre témoin. Les cisterciens, et notamment Bernard de Clairvaux, puis plus tard le pape Eugène III (1145-1153), affirmeront que cette lettre est un faux. Finalement, à la cour de Winchester de septembre 1143, alors que le doyen d'York n'a pu être présent, FitzHerbert peut écarter les accusations qui pèsent sur lui par témoignage justificatif (en anglais : compurgation). Il témoigne pour lui-même et fait le serment que les accusations sont fausses, et les abbés de Sainte-Marie d'York et de Whitby, font le serment qu'ils croient son serment. L'évêque de Winchester, Henri de Blois, le consacre alors le 26 septembre, bien que sa délégation papale ait expiré deux jours auparavant avec la mort d'Innocent II.

### Premier archiépiscopat et déposition

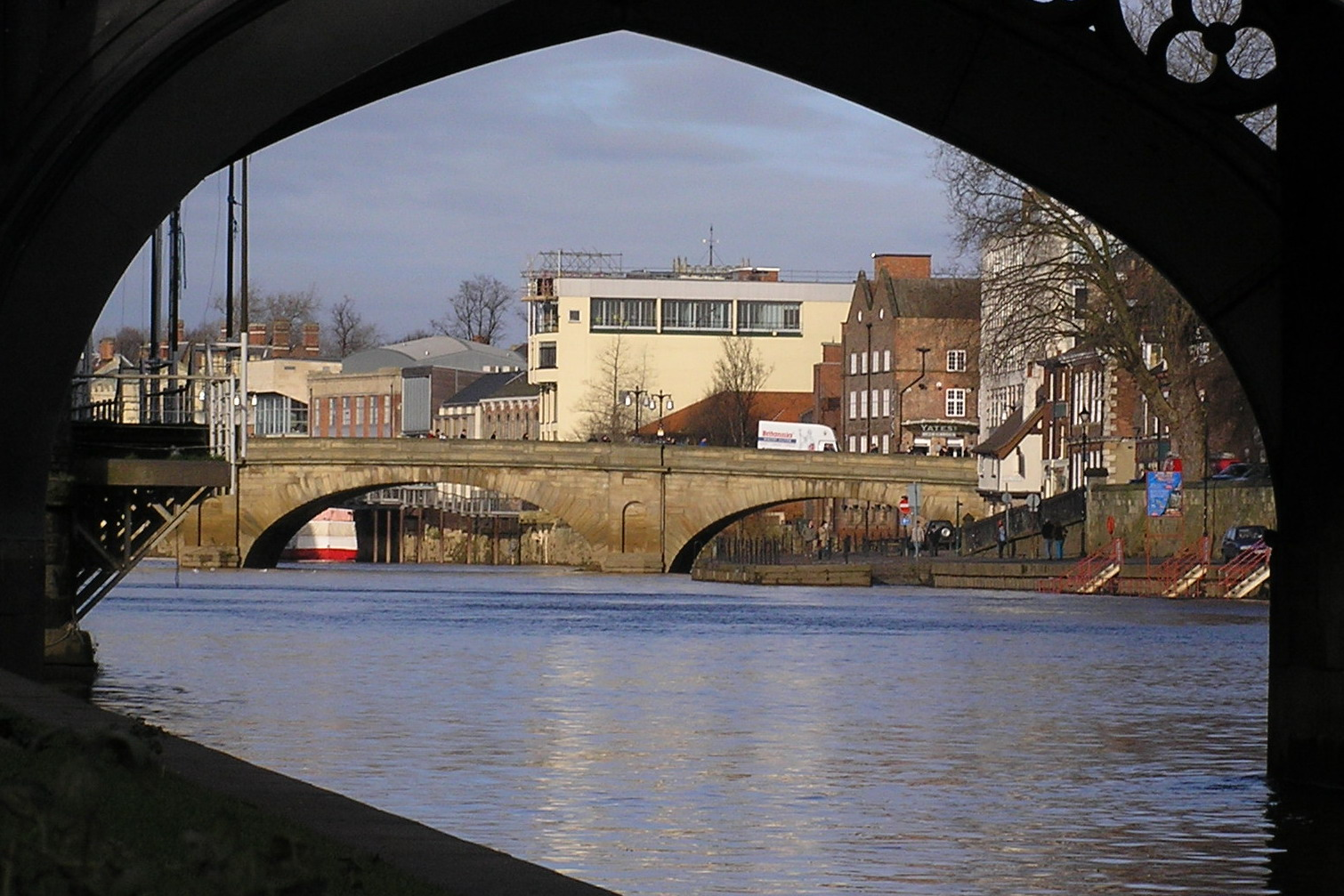
Vue sur Ouse Bridge, qui est détruit à l'époque de Guillaume.

Durant les premières années qui suivent son élection, il s'occupe de la gestion de son diocèse. Il aide à résoudre la querelle entre Guillaume Cumin, qui a usurpé l'évêché de Durham, et Guillaume de Sainte-Barbe qui est l'évêque légitimement élu. Finalement, il consacre Sainte-Barbe, le 18 octobre 1144.
Toutefois, il a toujours besoin d'un pallium, signe que l'archevêque tient son autorité du pape. Il ne l'a toujours pas reçu, les morts rapprochées des papes Innocent II (1143), Célestin II (1144) et Lucius II (1145) ayant repoussé cette opportunité,. Notamment en 1145, il compromet son avenir en tardant à rencontrer le cardinal Imar de Tusculum qui a été délégué par Lucius II pour lui remettre le pallium. Le pape meurt dans l'intervalle, mettant fin à la délégation de Imar,.
Les cisterciens, toujours fortement opposés à son élection, sont déterminés à l'empêcher de le recevoir. Bernard de Clairvaux, le célèbre abbé cistercien et chef religieux le décrit comme « un homme pourri de la plante des pieds au sommet du crâne ». En 1145, l'élection du pape cistercien Eugène III, un protégé de l'abbé de Clairvaux, compromet sérieusement l'avenir de FitzHerbert. En 1146, Guillaume FitzHerbert se rend à Rome pour y demander son pallium. Au lieu de cela, le pape le suspend le temps de recevoir le serment de Guillaume de Sainte-Barbe, l'ancien doyen d'York devenu évêque de Durham, qui avait été exigé par Innocent II en 1143,.
Pour Christopher Norton, en attendant la décision finale du pape et son pallium, il réside en Sicile, chez son ami, le roi Roger II. Pour Janet Burton, FitzHerbert sent que sa cause est perdue, et il s'y retire.
Apprenant sa suspension, des partisans de FitzHerbert lancent une attaque sur l'abbaye cistercienne de Fountains et détruisent une partie de ses bâtiments. Le 21 mars 1147, alors qu'il est au concile de Reims, le pape a connaissance de cet affront et il destitue immédiatement FitzHerbert.
Eugène III ordonne alors qu'une nouvelle élection se déroule à York. Les deux principaux candidats sont Hilaire (en) (plus tard évêque de Chichester), le candidat soutenu par le roi ; et Henri Murdac, l'abbé cistercien de l'abbaye de Fountains, autre protégé de Bernard de Clairvaux. Les électeurs n'arrivant pas à se mettre d'accord, le pape tranche en faveur de Murdac, et celui-ci est consacré le 7 décembre 1147 à Trèves par le pape en personne.

### Second archiépiscopat
FitzHerbert se retire alors à Winchester, la ville qu'il a laissée 40 ans plus tôt pour commencer sa carrière à York, sous la protection de Henri de Blois, l'évêque de Winchester.
La nomination de Murdac provoque une profonde division dans le chapitre d'York et dans la population de la ville, majoritairement en faveur de FitzHerbert,. Les habitants empêchent d'ailleurs le nouvel archevêque de rentrer dans la ville, ce à quoi Murdac répond en plaçant la ville sous un interdit. Il excommunie aussi les barons locaux, Guillaume le Gros et Hugues du Puiset. Le roi Étienne ne s'implique pas dans cette querelle, car il a besoin de Murdac pour obtenir le soutien papal pour que sa succession revienne à son fils Eustache, et non à Henri d'Anjou qui revendique la couronne,.
En 1153, ses trois plus fervents ennemis que sont le pape Eugène III, Bernard de Clairvaux et Henri Murdac, meurent en l'espace de quatre mois. FitzHerbert se rend alors à Rome pour réclamer auprès du nouveau pape Anastase IV sa restauration. Le pape accepte et la nomination de FitzHerbert est confirmée le 20 décembre 1153,. Il se réconcilie avec les cisterciens de l'abbaye de Fountains, leur faisant une donation qui compense les dégâts occasionnés par ses partisans lors des années précédentes,.

### Mort et canonisation

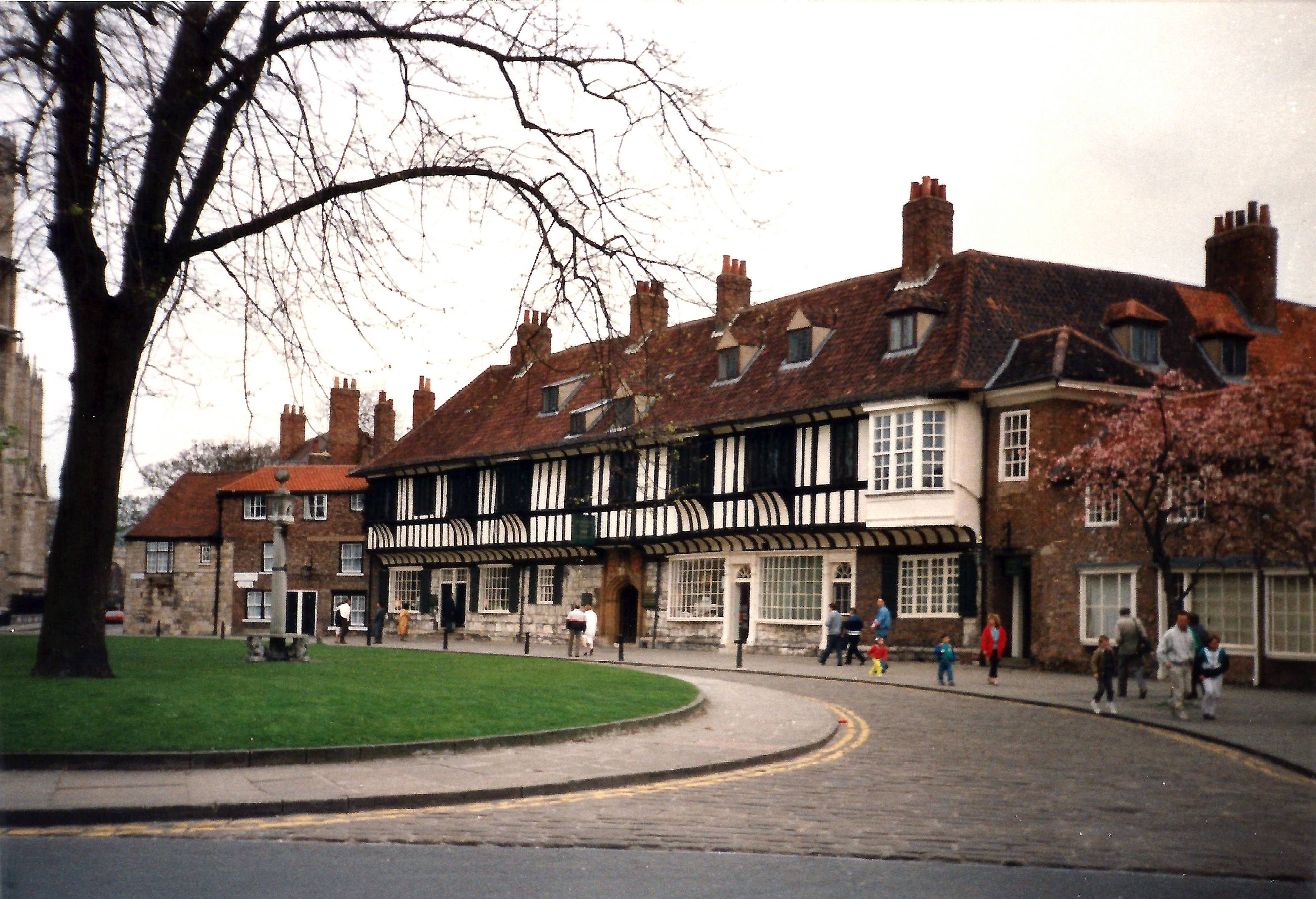
Le collège Saint-William près de York Minster

Toutefois, moins d'un mois après son retour à York, durant la célébration d'une messe, Guillaume FitzHerbert tombe gravement malade,. Il meurt une semaine plus tard, le 8 juin 1154,. Dans le chapitre d'York, l'opinion générale est que le calice utilisé durant cette messe avait été empoisonné,.
Un des clercs de FitzHerbert accuse alors formellement Osbert de Bayeux, un des archidiacres d'York, de cet empoisonnement. Ce dernier est d'abord jugé devant la cour royale, puis devant une cour ecclésiastique et finalement par le pape. Le résultat de ces procédures judiciaires n'est pas connu, mais on sait que Osbert de Bayeux est défroqué et déposé avant 1158.
Guillaume FitzHerbert est enterré à York Minster et quelques mois après sa mort, divers miracles lui sont attribués. Son culte est encouragé par les autorités ecclésiastiques locales, afin de contrer le culte grandissant voué à saint Thomas Becket, nouveau symbole de l'adversaire historique, l'archevêché de Cantorbéry. En 1223, une huile à l'odeur douce s'échappe de sa tombe après avoir été endommagé par un incendie. Pourtant, son corps ne s'est pas décomposé et n'a pas été endommagé par le feu. Le pape Honorius III ordonne que des investigations soient menées à propos de ces miracles, et le canonise en 1227,.
Sa fête est célébrée le 8 juin, jour de sa mort,. Il est surtout célébré à York. L'iconographie traditionnelle et les vitraux dépeignent souvent saint Guillaume traversant la Tweed ; on le voit même la traverser sur un bateau. Des vitraux du XIVe et XVe siècle le représentent lors de son retour triomphal à York en 1154. Le musée du Yorkshire conserve une plaque sculptée montrant Guillaume lors de son retour à York, traversant le pont qui enjambe la Ouse alors que celui-ci s'effondre mais que personne n'est tué.
Son blason représente 7 losanges. Le collège Saint-William qui doit son nom à sa situation proche de York Minster, est établi entre 1465 et 1467 avec la permission du roi Édouard IV.
En 1284, ses restes sont déplacés de la nef de York Minster vers un sanctuaire placé derrière le maître-autel. Oubliés après des travaux au XVIe siècle, son cercueil est redécouvert dans les années 1960 et est aujourd'hui dans la crypte de York Minster.

### Portrait et signification
Guillaume FitzHerbert fut certainement un homme capable qui avait une grande expérience et une grande connaissance du clergé local. Il s'était quand même fait la réputation d'être indolent, et ses ennemis le décrivirent comme un homme peu vertueux. Le chroniqueur contemporain William de Newburgh écrivit de lui qu'il était « un homme qui était clairement de naissance noble, appréciable, avec un certain manque de morale ». Mais ses défauts éventuels n'ont que très peu à voir avec les problèmes auxquels il fut confrontés.
Pour l'historienne Janet Burton, il eut simplement la malchance d'être élu archevêque à une période de changement politique. En effet, le pouvoir royal d'Étienne, alors en pleine guerre civile, était si faible, qu'il ne fut même pas en mesure d'imposer son candidat dans le deuxième plus important diocèse de son royaume,. Quelques années auparavant, le candidat du roi n'aurait été l'objet d'aucune contestation. Ensuite, les nouveaux ordres religieux (Augustins et Cisterciens) s'étaient bien implantés dans le Yorkshire, et Guillaume FitzHerbert fut un point de cristallisation de leur ambition réformatrice, notamment celle de Bernard de Clairvaux,. Cette ambition politique fut probablement renforcée par des ambitions personnelles, notamment celles des autres archidiacres, et celle d'autres membres du chapitre cathédral.
Il fut tacitement reconnu que sa déposition n'était due qu'à une question de politique quand il fut restauré par Anastase IV, en 1153. Guillaume n'était donc certainement pas un mauvais homme, et il fut d'ailleurs très apprécié et très populaire à York comme le montre la réaction des habitants d'York qui empêchèrent Henri Murdac de rentrer dans la ville en 1148.

### Sources
- (en) Cet article est partiellement ou en totalité issu de l’article de Wikipédia en anglais intitulé « William FitzHerbert » (voir la liste des auteurs).
- (en) Janet Burton, Monastic and Religious Orders in Britain: 1000–1300, Cambridge UK, Cambridge Medieval Textbooks, 1994 (ISBN 0-521-37797-8, OCLC 185319315)
- (en) Janet Burton, « William of York (d. 1154) », Oxford Dictionary of National Biography, 2004 (consulté le 17 mars 2008)
- (en) David Crouch, The Reign of King Stephen: 1135–1154, New York, Longman, 2000 (ISBN 0-582-22657-0, OCLC 185367802)
- (en) E. B. Fryde, D. E. Greenway, S. Porter, et I. Roy, Handbook of British Chronology, Cambridge, Cambridge University Press, 1996 (ISBN 0-521-56350-X, OCLC 183920684)
- (en) « Heraldry associated with St. Wilfrid (& St. William of York) », St. Wilfrid's Church (consulté le 16 mars 2008)
- (en)C. W. Hollister, « The Origins of the English Treasury », The English Historical Review, vol. 93, no 367,‎ avril 1978, p. 262–275 (DOI 10.1093/ehr/XCIII.CCCLXVII.262)
- (en) K. S. B. Keats-Rohan, Domesday Descendants: A Prosopography of Persons Occurring in English Documents, 1066–1166: Pipe Rolls to Cartae Baronum, Ipswich, UK, Boydell Press, 1999 (ISBN 0-85115-863-3)
- (en) Martin Manser, Dictionary of Saints, New York, Collins, 2004 (ISBN 0-00-716950-7, OCLC 56651256)
- (en) Christopher Norton, St. William of York, York, York Medieval Press, 2006 (ISBN 1903153174)
- (en) Austin Lane Poole, From Domesday Book to Magna Carta, 1087–1216, Oxford, Clarendon Press, 1955 (ISBN 0-19-821707-2, OCLC 233685139)
- (en) H. G. Richardson et G. O. Sayles, The Governance of Mediaeval England, Édimbourg, Edinburgh University Press, 1963
- (en) Michael J. Walsh, Dictionary of Christian Biography, Collegeville, MN, Liturgical Press, 2001 (ISBN 0-8146-5921-7, OCLC 231963725)
- (en) « York Minster FAQs Question 8 », York Minster (consulté le 16 mars 2008)